# Tiberius Claudius Atticus Herodes
Tiberius Claudius Atticus Herodes (ca. 65 - 137) was een Romeins senator en de vader van de gelijknamige beroemde filosoof Herodes Atticus. Het cognomen Atticus verwijst naar Attica, het gebied van Athene, waar Atticus' familie vandaan kwam.
Herodes was een zoon van Tiberius Claudius Hipparchos, die tijdens zijn leven bekendstond als de rijkste man van Rome, maar wiens bezittingen door keizer Domitianus waren geconfisqueerd. Hipparchos zelf werd daarbij geëxecuteerd. Atticus verviel hierdoor in grote armoede. Toen Domitianus door Nerva was opgevolgd, 'vond' Atticus een forse som geld in een van de huizen die hij uit de nalatenschap van zijn vader verkregen had. Pas nadat hij van de nieuwe keizer tot tweemaal toe toestemming had gevraagd en gekregen te behouden wat hij vond, maakte hij de vondst bekend. Met het gevonden geld verkreeg hij in 98 een zetel in de senaat. Ook liet hij in Athene een monument voor zijn vader bouwen. Het door archeologen teruggevonden opschrift bij het monument luidde 'Hipparchos, vader van Atticus'.
Aan het begin van de tweede eeuw, vermoedelijk van 99/100 tot 102/103 was hij legatus Augusti pro praetore van Judea. Volgens Hegesippus werd tijdens zijn ambtstermijn ene Simeon, de neef van Jezus ter dood gebracht. In vermoedelijk 104 was Atticus consul suffectus.
In het Dionysus-theater van Athene is Atticus' naam aangetroffen op een van de ereplaatsen. Ook talrijke andere momenten met zijn naam zijn teruggevonden.